# Liselotte Hopfer
Liselotte Hopfer fue una deportista alemana que compitió en luge. Ganó una medalla de plata en el Campeonato Europeo de Luge de 1935, en la prueba individual.

## Palmarés internacional
| Campeonato Europeo | Campeonato Europeo | Campeonato Europeo | Campeonato Europeo |
| Año                | Lugar              | Medalla            | Prueba             |
| ------------------ | ------------------ | ------------------ | ------------------ |
| 1935               | Krynica (Polonia)  | Medalla de plata   | Individual         |